# 臼杵市立佐志生小学校
臼杵市立佐志生小学校（うすきしりつ さしうしょうがっこう）は、大分県臼杵市大字佐志生にある公立小学校。

## 概要
臼杵市北部である佐志生地区に位置し、臼杵市内で最北の小学校である。敷地内に佐志生保育所を併設している。児童数については年々減少しており、2～3年生と4～5年生で複式学級を導入している。（平成23年度現在）

## 通学区域
大字佐志生

## アクセス
- 鉄道：JR九州日豊本線佐志生駅より車で約11分[3]

## 進学先中学校
- 臼杵市立北中学校